# Meridià 166 a l'est
El meridià 166 a l'est de Greenwich és una línia de longitud que s'estén des del pol Nord travessant l'oceà Àrtic, Àsia, l'oceà Índic, l'oceà Antàrtic, Australàsia i l'Antàrtida fins al pol Sud.
El meridià 166 a l'est forma un cercle màxim amb el meridià 14 a l'oest. Com tots els altres meridians, la seva longitud correspon a una semicircumferència terrestre, uns 20.003,932 km. Al nivell de l'Equador, és a una distància del meridià de Greenwich de 18.479 km.

## De Pol a Pol
Començant en el pol Nord i dirigint-se cap al pol Sud, aquest meridià travessa:
| Coordenades                               | País, territori o mar   | Notes |
| ----------------------------------------- | ----------------------- | --- |
| 90° 0′ N, 166° 0′ E / 90.000°N,166.000°E  | Oceà Àrtic              | |
| 74° 54′ N, 166° 0′ E / 74.900°N,166.000°E | Mar de Sibèria Oriental | |
| 69° 34′ N, 166° 0′ E / 69.567°N,166.000°E | Rússia                  | Districte autònom de Txukotka Krai de Kamtxatka — des de 64° 33′ N, 166° 0′ E / 64.550°N,166.000°E |
| 60° 21′ N, 166° 0′ E / 60.350°N,166.000°E | Mar de Bering           | |
| 55° 22′ N, 164° 0′ E / 55.367°N,164.000°E | Rússia                  | Krai de Kamtxatka — Illa de Bering |
| 55° 10′ N, 166° 0′ E / 55.167°N,166.000°E | Oceà Pacífic            | |
| 10° 11′ N, 166° 0′ E / 10.183°N,166.000°E | Illes Marshall          | Atol de Wotho |
| 10° 3′ N, 166° 0′ E / 10.050°N,166.000°E  | Oceà Pacífic            | Passa entre els atols d'Ujae (a 8° 56′ N, 165° 45′ E / 8.933°N,165.750°E) i Lae (a 8° 56′ N, 166° 12′ E / 8.933°N,166.200°E), Illes Marshall · Passa a l'oest de les illes Reef, Illes Salomó (a 10° 12′ S, 166° 10′ E / 10.200°S,166.167°E) · Passa a l'est de les illes Tinakula, Illes Salomó (a 10° 24′ S, 165° 46′ E / 10.400°S,165.767°E) |
| 10° 40′ S, 166° 0′ E / 10.667°S,166.000°E | Illes Salomó            | Illes de Nendö i Temotu Noi |
| 10° 15′ S, 166° 0′ E / 10.250°S,166.000°E | Mar del Corall          | |
| 21° 27′ S, 166° 0′ E / 21.450°S,166.000°E | Nova Caledònia          | |
| 21° 59′ S, 166° 0′ E / 21.983°S,166.000°E | Mar del Corall          | |
| 24° 5′ N, 166° 0′ E / 24.083°N,166.000°E  | Oceà Pacífic            | |
| 50° 43′ S, 166° 0′ E / 50.717°S,166.000°E | Nova Zelanda            | Illa Auckland i Illa Adams |
| 50° 54′ N, 166° 0′ E / 50.900°N,166.000°E | Oceà Pacífic            | |
| 60° 0′ S, 166° 0′ E / 60.000°S,166.000°E  | Oceà Antàrtic           | |
| 70° 41′ S, 166° 0′ E / 70.683°S,166.000°E | Antàrtida               | Dependència de Ross, reclamat per Nova Zelanda |
| 74° 8′ S, 166° 0′ E / 74.133°S,166.000°E  | Oceà Antàrtic           | Mar de Ross |
| 77° 54′ S, 166° 0′ E / 77.900°S,166.000°E | Antàrtida               | Dependència de Ross, reclamat per Nova Zelanda |